# Rionansa
Rionansa egy község Spanyolországban, Kantábria autonóm közösségben. Rionansa Cabuérniga, Tudanca, Polaciones, Cabezón de Liébana, Lamasón, Herrerías és Valdáliga községekkel határos. Lakosainak száma 1002 fő (2024).

## Nevezetességek
Itt található a látványos turisztikai célpont, az El Soplao-cseppkőbarlang.

## Népesség
A település népessége az elmúlt években az alábbi módon változott:
| Lakosok száma | 1393 | 1289 | 1190 | 1131 | 1091 | 1053 | 1045 | 1047 | 1026 | 1002 |
|               | 2001 | 2004 | 2007 | 2009 | 2012 | 2014 | 2017 | 2019 | 2022 | 2024 |